# Scaptodrosophila latifasciaeformis
Scaptodrosophila latifasciaeformis är en tvåvingeart som först beskrevs av Oswald Duda 1940.  Scaptodrosophila latifasciaeformis ingår i släktet Scaptodrosophila och familjen daggflugor. Inga underarter finns listade i Catalogue of Life.